# 瑪麗·嘉兒 (專輯)
《瑪麗亞·凱莉》（英語：Mariah  Carey）是美國歌手瑪麗亞·凱莉首張個人錄音室專輯，1990年6月12日由美國哥倫比亞唱片公司發行。《瑪麗亞·凱莉》以全美締造900萬張的銷售成績，蟬連專輯榜共11週冠軍，成為1991年告示牌最佳年度專輯；亦締造了第一位獨唱歌手的首張專輯即有連續四首冠軍單曲的紀錄。除了商業成績開紅盤之外，也為瑪麗亞·凱莉在1991年拿下兩座葛萊美獎。21歲的瑪麗亞·凱莉以實力締造成績，讓她成為美國樂壇最當紅的新人。

## 內容

### 專輯簡介
《瑪麗亞·凱莉》這張專輯的曲風以流行抒情歌曲為主，黑人音樂為輔，瑪麗亞·凱莉本人參與專輯全部歌曲的創作和錄製，她和製作人之一的Ben Margulies是自中學時期就相識多年的好友，兩人在音樂事業上一直是很有默契的夥伴。瑪麗亞·凱莉本身擁有四分之一的黑人血統，她自小就受擔任聲樂老師的母親調教，再加上她天生的一副好嗓子，讓她在駕馭如福音、靈魂音樂和節奏藍調等類型的歌曲都遊刃有餘，唱功純熟頗有大將之風。
唱片公司在發行《瑪麗亞·凱莉》時有個小插曲，原先這張專輯僅收錄10首歌曲，在唱片封面和封底都已經印刷完畢之後，〈愛需要時間〉這首歌曲才錄製完成。但由於公司高層實在太喜歡〈愛需要時間〉，因此臨時再將它收錄進去成為專輯的第11首歌曲，這也導致專輯的首批並沒有出現這首歌曲。

### 商業成績

#### 專輯
《瑪麗亞·凱莉》一開始的成績並不算特別好，發行後於1990年6月30日進入告示牌專輯榜，首週成績為第80名。此時美國樂壇正是饒舌歌曲當道之時，專輯榜上被MC哈默和香草冰兩位饒舌歌手佔據榜首超過半年的時間，直至瑪麗亞凱莉在第33屆葛萊美獎一鳴驚人後，1991年3月2日《瑪麗亞·凱莉》擊敗香草冰的《To the Extreme》逕自登上冠軍寶座，並佔據榜首長達11週之久。其後《瑪麗亞·凱莉》更成為1991年告示牌最佳年度專輯，這也是繼1986年惠妮·休斯頓的首張同名專輯《惠妮·休斯頓》和1990年珍娜·傑克森的《節奏國度》後，告示牌史上第三位擁有最佳年度專輯的女藝人。《瑪麗亞·凱莉》在專輯榜內一共待了113週，僅次於她第四張專輯《音樂盒》（Music Box）的128週。《瑪麗亞·凱莉》在英國專輯榜最高名次為第6名。

#### 單曲
《瑪麗亞·凱莉》在美國地區一共推出四首單曲，而這四首單曲全都拿下告示牌單曲榜的冠軍，它們依序為〈愛的幻影〉（4週冠軍）、〈愛需要時間〉（3週冠軍）、〈會有那麼一天〉（2週冠軍）和〈我不想哭泣〉（2週冠軍），瑪麗亞·凱莉成為繼傑克森五人組後，美國樂壇上第二位締造此紀錄的新人。專輯第五首單曲〈There's Got to Be a Way〉只在英國地區推出，獲得第54名。

#### 銷售數字
《瑪麗亞·凱莉》在美國銷售數字逾900萬張，經RIAA認證為九白金唱片。單曲〈愛的幻影〉、〈愛需要時間〉和〈會有那麼一天〉均為金單曲，三張單曲銷售都突破50萬張。

## 葛萊美獎
瑪麗亞·凱莉在第33屆葛萊美獎獲得包含年度專輯、年度唱片在內等5項提名，最終拿下最佳流行類女歌手獎（Best Pop Vocal Performance, Female）以及最佳新人獎（Best New Artist）。其中在新人獎的部分特別引人注目，因為葛萊美獎在前一屆的新人獎項鬧了個大烏龍事件：1990年第32屆葛萊美新人獎頒給了米利瓦尼利男子二重唱，但事後卻爆出了他們是找幕後代唱，而又取消他們的得獎資格，此事件被視為葛萊美獎的醜聞，亦導致其專業性受到質疑；直至瑪麗亞·凱莉在隔年獲頒此獎時，米利瓦尼利的事件才漸漸平息。

## 樂壇影響
年僅廿初頭的瑪麗亞·凱莉，因首張同名專輯《瑪麗亞·凱莉》的四首單曲接連獲得冠軍，成為第一位以出道專輯締造連續四首冠軍歌曲紀錄的單人歌手，如此優異的成績對於一個年輕的樂壇新人來說，是相當罕見且令人無法置信的。雖然在此前寶拉·阿巴杜1988年專輯《永遠是你的女孩》也創下第一位女歌手首張專輯即有四首冠軍單曲的紀錄，但那並非是連續獲得。
2016年告示牌雜誌遴選「Greatest of All Time Billboard 200 Albums」，這張專輯位居第50名。

## 曲目
| 曲序 | 曲目                    | 词曲                        | Producer(s)                           | 时长 |
| ---- | ----------------------- | --------------------------- | ------------------------------------- | ---- |
| 1.   | Vision of Love          | Mariah Carey, Ben Margulies | Rhett Lawrence, Narada Michael Walden | 3:28 |
| 2.   | There's Got to Be a Way | M. Carey, Ric Wake          | Ric Wake, N. M. Walden                | 4:53 |
| 3.   | I Don't Wanna Cry       | M. Carey, N. M. Walden      | N. M. Walden                          | 4:48 |
| 4.   | Someday                 | M. Carey, B. Margulies      | Ric Wake                              | 4:08 |
| 5.   | Vanishing               | M. Carey, B. Margulies      | M. Carey                              | 4:12 |
| 6.   | All in Your Mind        | M. Carey, B. Margulies      | B. Margulies, Ric Wake                | 4:44 |
| 7.   | Alone in Love           | M. Carey, B. Margulies      | R. Lawrence                           | 4:12 |
| 8.   | You Need Me             | M. Carey, R. Lawrence       | R. Lawrence                           | 3:51 |
| 9.   | Sent from Up Above      | M. Carey, R. Lawrence       | R. Lawrence                           | 4:05 |
| 10.  | Prisoner                | M. Carey, B. Margulies      | Ric Wake                              | 4:24 |
| 11.  | Love Takes Time         | M. Carey, B. Margulies      | Walter Afanasieff                     | 3:49 |